# Sonnspitze
Sonnspitze är ett berg i Österrike.   Det ligger i distriktet Kitzbühel och förbundslandet Tyrolen, i den centrala delen av landet, 300 km väster om huvudstaden Wien. Toppen på Sonnspitze är 2 062 meter över havet.
Terrängen runt Sonnspitze är bergig åt nordväst, men åt sydost är den kuperad. Närmaste större samhälle är Kitzbühel, 9,6 km nordväst om Sonnspitze. 
Trakten runt Sonnspitze består i huvudsak av gräsmarker. Runt Sonnspitze är det ganska glesbefolkat, med 34 invånare per kvadratkilometer.